# Democratisch Alternatief '91
Democratisch Alternatief '91 (DA'91) is een politieke partij in Suriname. Bij de start in 1991 was het een politieke alliantie van vier partijen: Broederschap en Eenheid in de Politiek (BEP), Alternatief Forum (AF), Pendawa Lima en de Hernieuwde Progressieve Partij (HPP). Later was het min of meer de voortzetting van het Alternatief Forum.

## Geschiedenis
De alliantie werd in de tweede helft van 1991 opgericht, onder meer uit onvrede over de situatie in het land. Minder dan een jaar eerder, op 24 december 1990, had de Telefooncoup plaatsgevonden waardoor legerleider Desi Bouterse de macht in het land had overgenomen. De partij wilde een nieuwe en hechtere band met Nederland en de suggestie van de Nederlandse premier Lubbers om een gemenebest te stichten tussen Nederland en Suriname en de rol van het Surinaamse leger te verminderen, speelde een aanzienlijke rol in de verkiezingscampagne. De overeenkomst van de naam met Democraten 66 in Nederland is niet toevallig. Bij de opzet van de partij werden statuten van Nederlandse partijen bij de ambassade opgevraagd. Volgens oprichter Gerard Brunings sprak dat van D66 de oprichters het meeste aan.
De alliantie DA'91 behaalde in 1991 negen zetels; waarvan de HPP 3 zetels, BEP 3 zetels, Pendawa Lima 2 zetels en AF 1 zetel., maar bleef desondanks in de oppositie. In 1996 en 2000 behaalde ze respectievelijk drie en twee zetels. De eerste voorzitter van de alliantie was Winston Jessurun.
In aanloop naar de parlementsverkiezingen van 2005 werd besloten om een verkiezingsalliantie aan te gaan in de A1-Combinatie, samen met Democraten 21 (D21; een afsplitsing van KTPI), Amazone Partij Suriname (APS of AZP), Politieke Vleugel van de FAL (PVF) en Trefpunt 2000. De combinatie behaalde drie zetels in De Nationale Assemblée, waarvan een voor DA'91. DA'91 nam vervolgens zitting in het tweede kabinet van Ronald Venetiaan en leverde Rick van Ravenswaay als minister van Planning en Ontwikkelingssamenwerking.
Op 16 maart 2010 sloot DA'91 zich aan bij de alliantie Nieuw Front voor Democratie en Ontwikkeling, dat sindsdien verder nog bestond uit de Vooruitstrevende Hervormingspartij (VHP), de Nationale Partij Suriname (NPS) en de Surinaamse Partij van de Arbeid (SPA). Op dat moment nam Pertjajah Luhur afscheid van deze alliantie. Het front, onder leiding van president Venetiaan, viel tijdens de parlementsverkiezingen van 2010 terug van 23 naar 14 zetels. Drie hiervan waren voor DA '91. Het was onvoldoende om te regeren, waardoor het Nieuw Front in de oppositie belandde.
Tijdens de verkiezingen van 2015 werkte DA'91 samen in de combinatie V7. Net als in 2010 bestond deze samenwerking uit de VHP, NPS en SPA, en daarnaast traden ook Pertjajah Luhur (PL) en Broederschap en Eenheid in de Politiek (BEP) toe. V7 behaalde 18 zetels, wat onvoldoende was om de regering te formeren.
Sinds de oprichting in 1991 tot de verkiezingen van 2015 is DA'91 onafgebroken vertegenwoordigd geweest in De Nationale Assemblée. In 2015 behaalde de alliantie V7 weliswaar 18 zetels; voor DA'91 was dit niet voldoende voor een zetel in De Nationale Assemblée.
Eind september 2015 werd Angelic del Castilho gekozen tot voorzitter; Jessurun werd op hetzelfde moment gekozen tot de eerste erevoorzitter in de geschiedenis van de partij.
De partij deed in vijf districten mee aan de verkiezingen van 2020 maar behaalde geen zetels. De kandidatenlijst van DA'91 van 2025 is landelijk en bevat 50 kandidaten.